# El Canto del Loco
El canto del loco (röviden: ECDL) spanyol pop-rock együttes. Tagjai úgy tartják, hogy néhány daluk power pop műfajba illik jobban.
1994-ben Daniel Martin és Ivan Ganchegni alapították. Pár év múlva 5 tagú lett az együttes. A '80-as évek spanyol együttesei befolyásolták. Több, mint 1 millió eladott lemezzel, a mai Spanyolország egyik legfontosabb zenekara.
3 jelölést kapott az MTV Europe Music Awards-on. A "legjobb spanyol előadó"-nak járó díjat kétszer nyerte el. 2004-ben "legjobb művész előadó és 2005-ben a "legjobb spanyol művész vagy előadó" díjat.

## Külső hivatkozások
- Az együttes honlapja